# قرش حاضن
القرش الحاضن (باللاتينية : Ginglymostoma cirratum)، هو قرش من قروش فصيلة القروش الحاضنة، والفرد الوحيد من جنسه. يصل طوله إلى 4.3 م (14 قدم) ووزنه إلى 150 كلغ.

## التصنيف
للقروش الحاضنة فصيلة هي Ginglymostomatidae, اشتق الاسم من الاغريقية كالتالي: γίγγλυμος وتعني مفصل وَ στόμα وتعني الفم. Cirratum من الاغريقية وتعني تجعيد أو حليقة وأيضا سباحة. بناء على صفات التشابه في الشكل، جنس Ginglymostoma قد يكون كالأخت لجنس Nebrius بسبب وضع الجنسين كذوات أصل واحد «كلاد» على جنب من قرش الحوت (Rhincodon typus) وَ القرش الحاضن ذو الذيل القصير (Pseudoginglymostoma brevicaudatum).

## التوزيع الحيوي ومكان المعيشة
تعيش القروش الحاضنة بالقرب من الشاطئ وتسبح عند القاع، وتنتشر في المياه الاستوائية وأيضا شمال وجنوب هذه المياه، بالإضافة إلى وجودها بالقرب من الرفوف القارية والقربية من الجزر بشكل واضح. توجد بشكل متردد في عمق 1 م أو أقل من ذلك، مع إمكانية وجودها على عمق 75 م. مكان معيشتها بتركيز أكبر يكون عند الشعاب المرجانية والمناطق الساحلية الطينية المائية التي تتشكل عند تصريف مياه الأنهار مثلا في البحار مع وجود أرضية طينية، حيث تنتشر من جزيرة رود إلى جنوبي البرازيل وذلك غرب المحيط الأطلسي, ومن الكاميرون إلى الجابون في شرق المحيط الأطلسي بالتتابع من شرق المحيط الهادي من ولاية باخا كاليفورنيا (في المكسيك) إلى دولة البيرو وحول جزر الكاريبي.

## التكاثر
يمتد موسم التكاثر من شهر يونيو إلى يوليو, حيث تتكاثر بالبيوض التي ينمو داخلها المخلوق داخل جسم الأنثى لا خارج الجسم. مرحلة الحمل ستة أشهر، وتخرج تقريبا 21 إلى 26 صغير.

## مع الإنسان
الاتجار بها عالميا قليل، مع وجود بعض الصيادين الذين يصيدونها للحمها ولأجل كبدها الذي يستخرج منه الزيت ولجلدها القاسي، تعدّ هدفًا سهلًا بسبب خمولها نسبيا. تم تسجيل بعض الهجمات غير المبررة على البشر. مع ذلك لا تشكل خطرًا كبيرًا على الإنسان." 
لا تهاجم البشر إلّا عند توفر سبب يجعلها عدائية تجاه الإنسان، لأنها بصفة عامة ليست عدائية تجاه البشر.

## معرض الصور

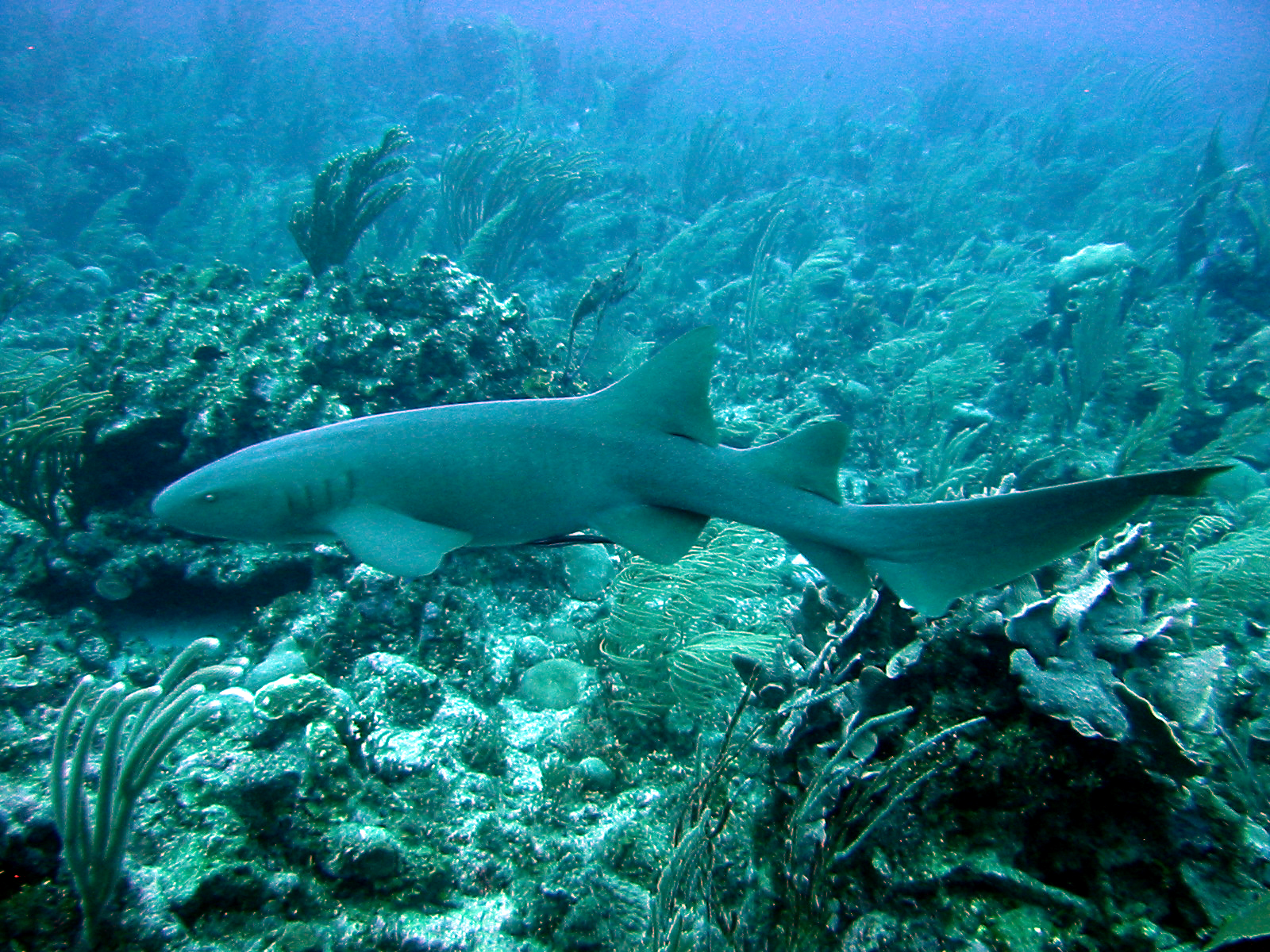
Nurse shark near Ambergris Caye, Belize
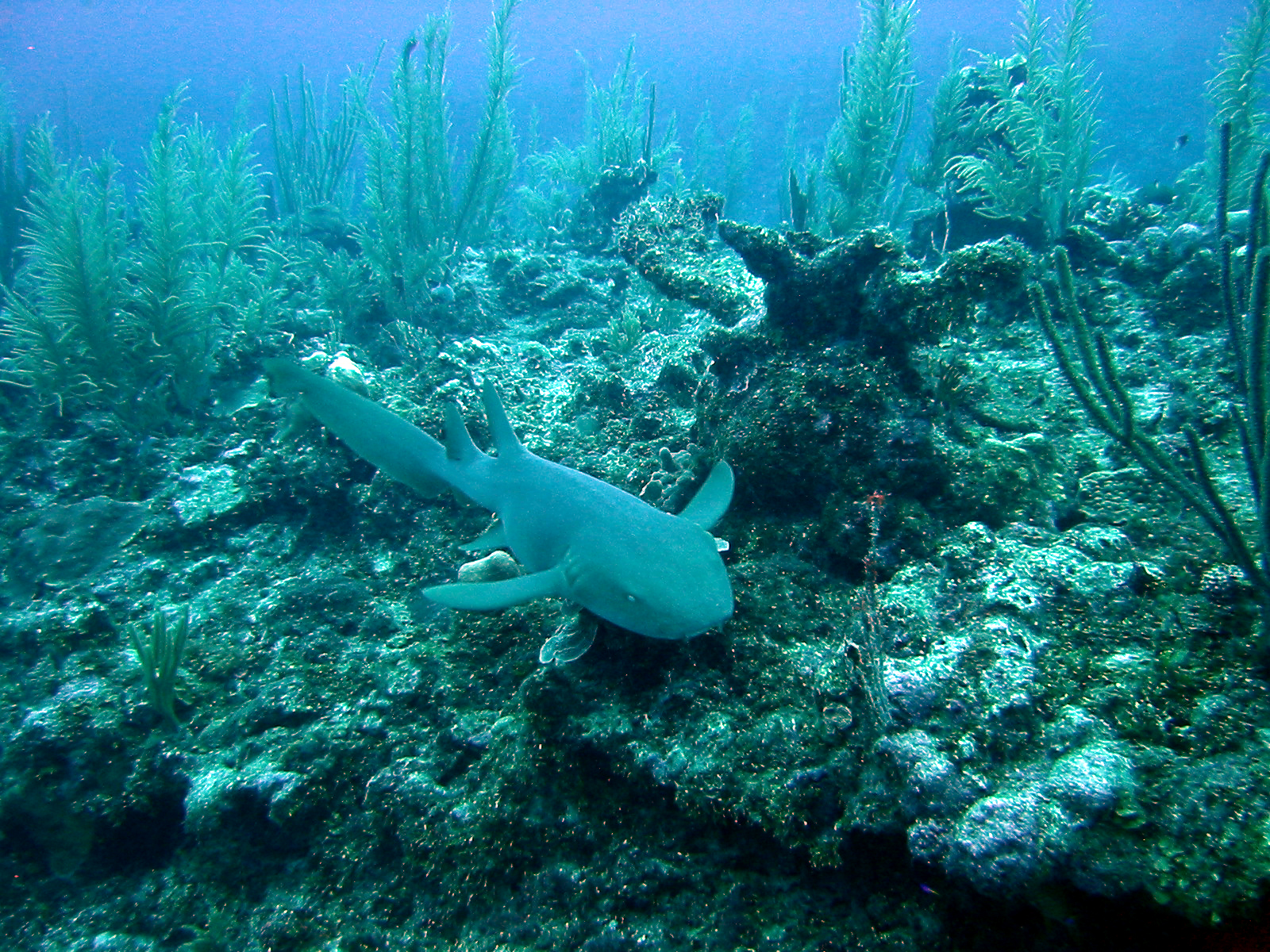
Nurse shark near Ambergris Caye, Belize
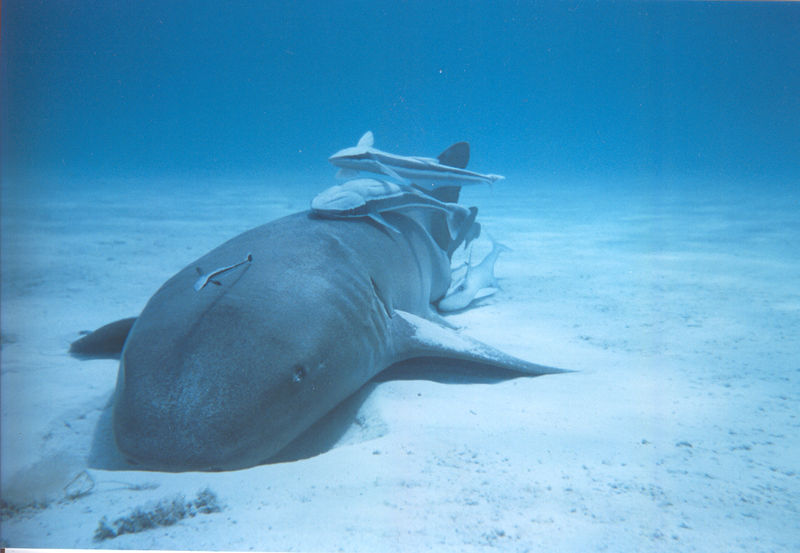
Nurse shark with attached لشكيةs
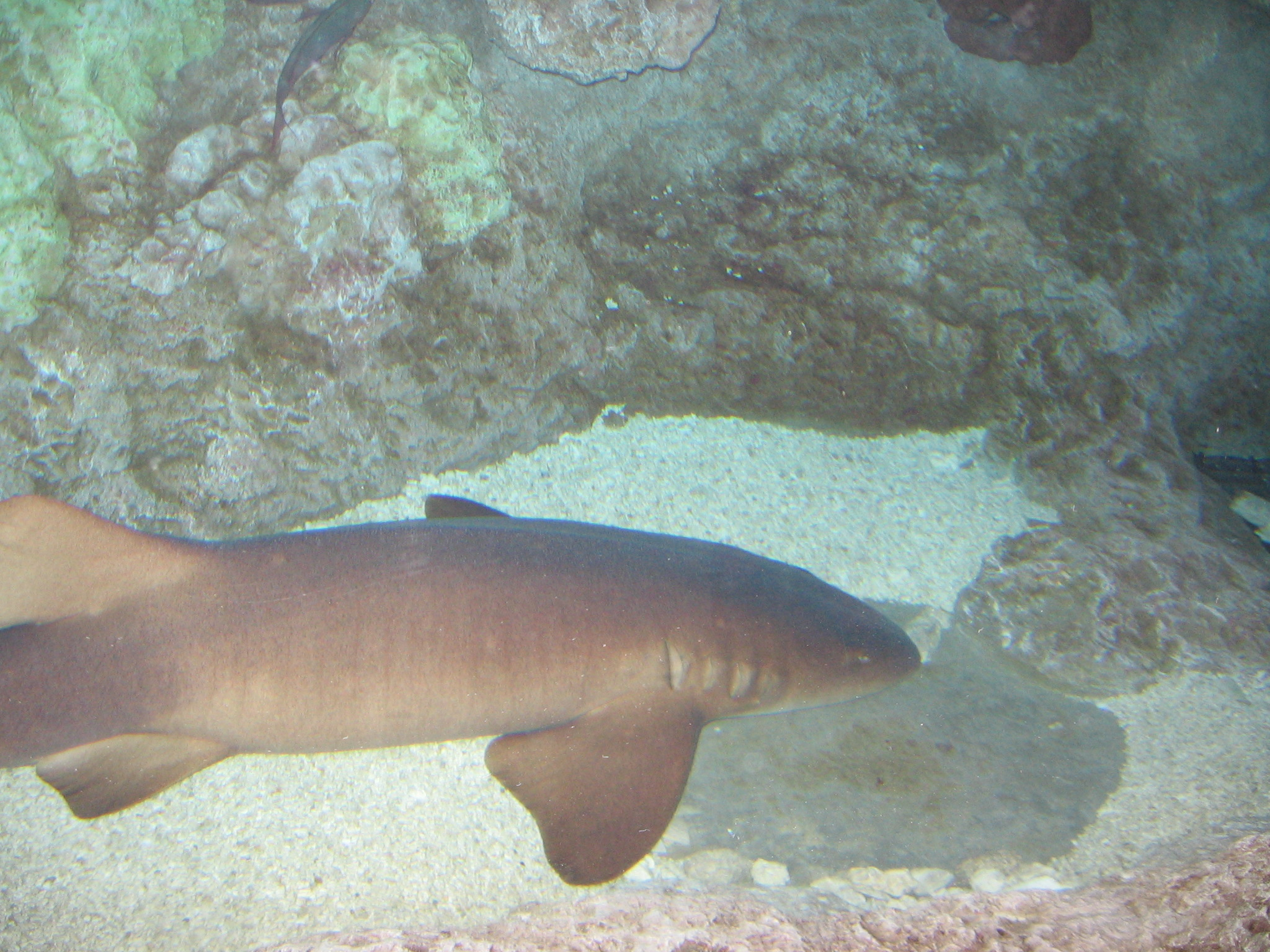
Nurse shark in an aquarium
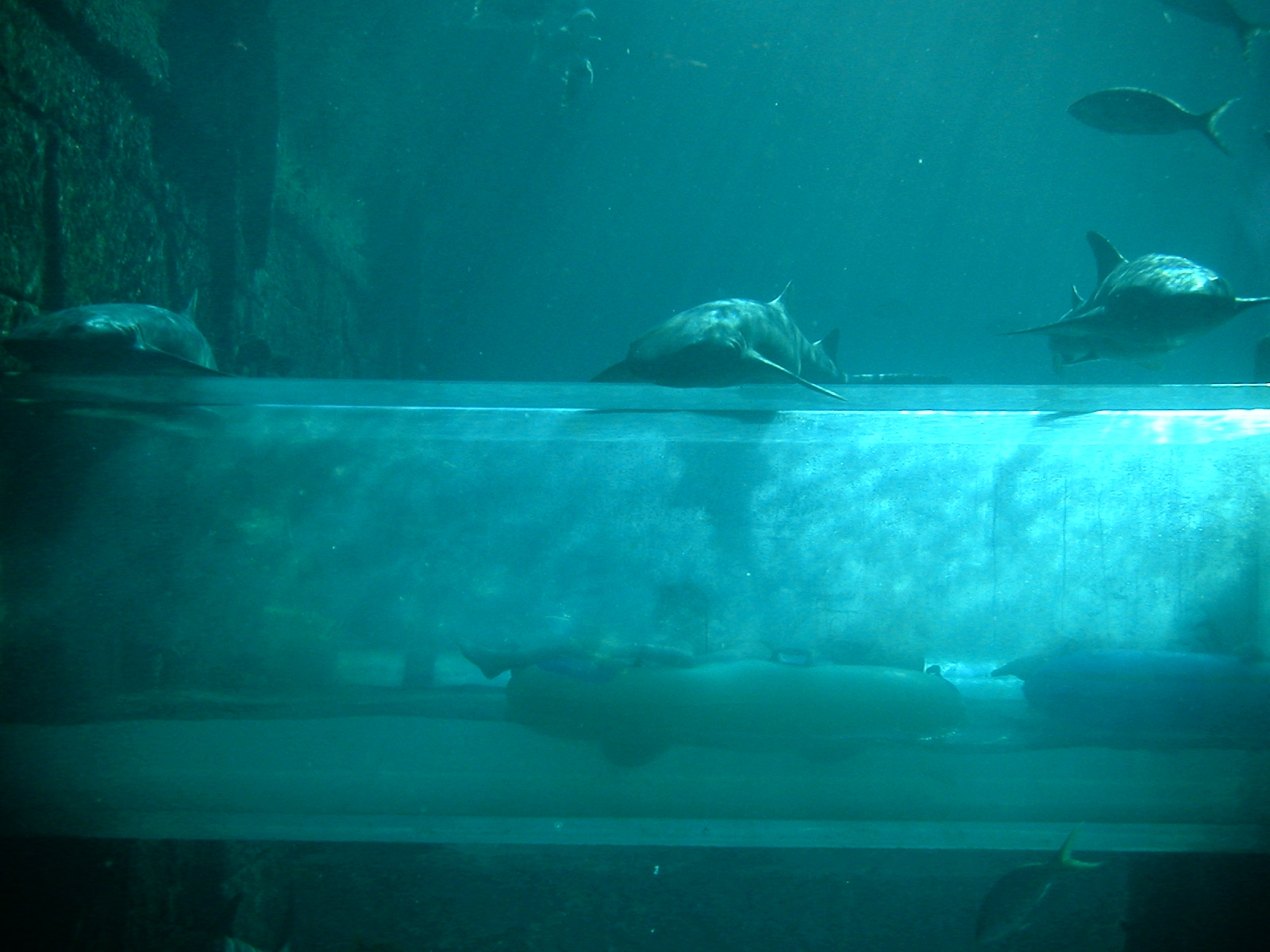
Nurse sharks at the bottom of Mayan Temple Water Slides at أتلانتس جزيرة باراديس.
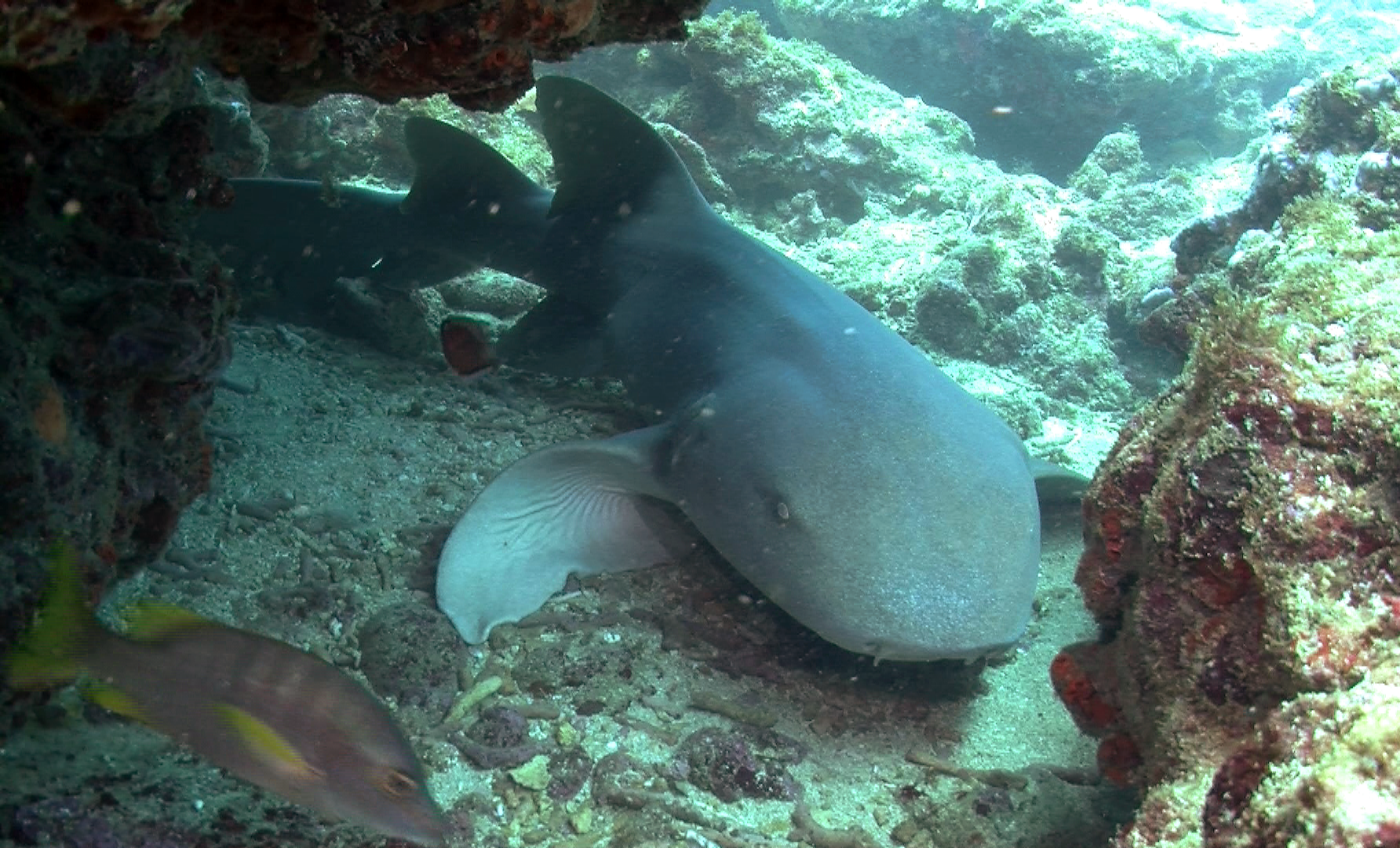
Nurse shark near Manzanillo, Costa Rica - 2011